# Vuelta a Castilla y León 2017
La Vuelta a Castilla y León 2017, trentaduesima edizione della corsa, si svolse dal 19 al 21 maggio su un percorso di 479 km ripartiti in 3 tappe, con partenza a Aguilar de Campoo e arrivo a León. Fu vinta dal francese Jonathan Hivert della Direct Énergie davanti allo spagnolo Jaime Rosón e al portoghese Henrique Casimiro.

## Tappe
| Tappa  | Data      | Percorso                                  | km  | Vincitore di tappa  | Leader cl. generale |
| ------ | --------- | ----------------------------------------- | --- | ------------------- | ------------------- |
| 1ª     | 19 maggio | Aguilar de Campoo > Santibáñez de la Peña | 168 | Aleksandr Evtušenko | Aleksandr Evtušenko |
| 2ª     | 20 maggio | Velilla del Río Carrión > Sabero          | 166 | Jonathan Hivert     | Jonathan Hivert     |
| 3ª     | 21 maggio | Ponferrada > León                         | 145 | Carlos Barbero      | Jonathan Hivert     |
| Totale | Totale    | Totale                                    | 479 |                     |                     |

## Dettagli delle tappe

### 1ª tappa
- 19 maggio: Aguilar de Campoo > Santibáñez de la Peña – 168 km

| Pos. | Corridore            | Squadra    | Tempo    |
| ---- | -------------------- | ---------- | -------- |
| 1    | Aleksandr Evtušenko  | Lokosphinx | 3h58'35" |
| 2    | Daniel Mestre        | Efapel     | a 7"     |
| 3    | Rafael Ferreira Reis | Caja Rural | s.t.     |

| Pos. | Corridore            | Squadra    | Tempo    |
| ---- | -------------------- | ---------- | -------- |
| 1    | Aleksandr Evtušenko  | Lokosphinx | 3h58'24" |
| 2    | Daniel Mestre        | Efapel     | a 9"     |
| 3    | Rafael Ferreira Reis | Caja Rural | a 14"    |

### 2ª tappa
- 20 maggio: Velilla del Río Carrión > Sabero – 166 km

| Pos. | Corridore         | Squadra        | Tempo    |
| ---- | ----------------- | -------------- | -------- |
| 1    | Jonathan Hivert   | Direct Énergie | 4h12'43" |
| 2    | Jaime Rosón       | Caja Rural     | a 16"    |
| 3    | Henrique Casimiro | Efapel         | a 31"    |

| Pos. | Corridore         | Squadra        | Tempo    |
| ---- | ----------------- | -------------- | -------- |
| 1    | Jonathan Hivert   | Direct Énergie | 8h11'12" |
| 2    | Jaime Rosón       | Caja Rural     | a 38"    |
| 3    | Henrique Casimiro | Efapel         | a 55"    |

### 3ª tappa
- 21 maggio: Ponferrada > León – 145 km

| Pos. | Corridore      | Squadra        | Tempo    |
| ---- | -------------- | -------------- | -------- |
| 1    | Carlos Barbero | Movistar Team  | 3h37'16" |
| 2    | Mihkel Räim    | Israel Academy | s.t.     |
| 3    | Sergei Shilov  | Lokosphinx     | s.t.     |

| Pos. | Corridore         | Squadra        | Tempo     |
| ---- | ----------------- | -------------- | --------- |
| 1    | Jonathan Hivert   | Direct Énergie | 11h48'28" |
| 2    | Jaime Rosón       | Caja Rural     | a 38"     |
| 3    | Henrique Casimiro | Efapel         | a 55"     |

## Classifiche finali

### Classifica generale
| Pos. | Corridore                 | Squadra         | Tempo     |
| ---- | ------------------------- | --------------- | --------- |
| 1    | Jonathan Hivert           | Direct Énergie  | 11h48'28" |
| 2    | Jaime Rosón               | Caja Rural      | a 38"     |
| 3    | Henrique Casimiro         | Efapel          | a 55"     |
| 4    | Richard Carapaz           | Movistar Team   | a 1'04"   |
| 5    | Federico Figueiredo       | Sporting-Tavira | a 1'08"   |
| 6    | Óscar Sevilla             | Medellin-Inder  | a 1'09"   |
| 7    | Antonio Ferreira Carvalho | W52/FC Porto    | a 1'14"   |
| 8    | Joaquim Silva             | W52/FC Porto    | a 1'19"   |
| 9    | Jesús del Pino            | Efapel          | a 1'28"   |
| 10   | Rodolfo Torres            | Androni Gioc.   | a 1'30"   |